# Tragtkantarel
Tragtkantarel (Craterellus tubaeformis), også stavet tragt-kantarel, er en relativt almindeligt forekommende svamp i kantarel-familien i Europa.

## Beskrivelse
Hatten er 2-5 cm, brunlig eller brungul og tragtformet. Lamellerne er gullige lister, som løber langt ned ad stokken, og overgangen mellem hat og stok er uskarp.

## Findested
Tragtkantarel er mycorrhizadanner med nåletræer. Ofte står der en gruppe fyrretræer i nærheden. Det er en svamp, der danner frugtlegeme relativt sent, typisk i oktober og november måned.
Højden er ca. 3-8 cm, hvoraf de 2-6 cm er stokkens længde. Stokken er ½ – 1½ cm i tykkelsen.

## Forvekslinger
Unge tragtkantareller kan forveksles med ravsvamp, da disse også har gylden stok og samme facon hat. Ravsvampen er dog mere slimet og gummi agtigt, hvilket gør den nem at genkende ved nærmere observation. Ravsvampen kan dog gro inde i grupper af Tragtkantareller og kan af den grund nemt blive plukket sammen med dem. Ravsvampen er ikke giftig, men egner sig ikke til at blive spist på grund af dens konsistens.

## Anvendelse
Ofte kan man nøjes med at børste kantareller rene. De kan anvendes som andre svampe, dvs. som tørrede, svitsede eller stuvede. 